# David von Kohlen
David von Kohlen, även David Kohl, död 1625, var en svensk myntmästare.

## Biografi
David von Kohlen var son till Casper von Kohlen. Han flyttade under sin ungdom till Sverige. von Kohlen dolde sin adliga härkomst och kallade sig endast Kohl. Han blev 1617 myntmästare i Söderköping och var riksguardien i Stockholm. von Kohlen avled 1625 och begravdes i Häradshammars kyrka, där hans gravsten lades.

### Familj
von Kohlen gifte sig första gången med Ingrid Persdotter.
von Kohlen gifte sig andra gången med Maria Rijk (död 1631), dotter till tullförvaltaren Reinhold Rijk i Nylödöse. De fick tillsammans sonen fältsekreteraren Reinhold Kohl (död 1642) vid Svenska armén i Tyskland. Efter von Kohlens död gifte Maria Rijk om sig med presidenten Anders Gyldenklou.